# Geesinkorchis
Geesinkorchis é um género botânico pertencente à família das orquídeas (Orchidaceae).

## Espécies
- Geesinkorchis alaticallosa de Vogel, Blumea 30: 201 (1984).
- Geesinkorchis breviunguiculata Shih C.Hsu, Gravend. & de Vogel, Blumea 50: 515 (2005).
- Geesinkorchis phaiostele (Ridl.) de Vogel, Blumea 30: 201 (1984).
- Geesinkorchis quadricarinata Shih C.Hsu, Gravend. & de Vogel, Blumea 50: 513 (2005).